# Địa vị City tại Vương quốc Liên hiệp Anh và Bắc Ireland

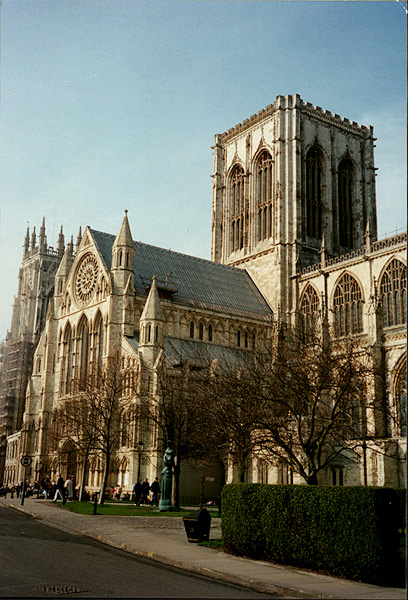
Cho tới thế kỷ 19, danh xưng City ở England và Wales có liên hệ tới sự hiện diện của một nhà thờ chính tòa như York Minster.

Địa vị City ở Vương quốc Anh được cấp bởi quốc vương của Vương quốc Liên hiệp Anh và Bắc Ireland cho một nhóm của các cộng đồng: tính tới năm 2014, có 69 thành phố ở Vương quốc Liên hiệp Anh - 51 tại Anh, sáu ở xứ Wales, bảy ở Scotland và năm ở Bắc Ireland. Địa vị City không làm cho một khu vực cư trú có thêm quyền đặc biệt nào khác hơn là tự xưng là một "City". Tuy nhiên, tên gọi này mang uy tín riêng của nó.
Địa vị này không áp dụng tự động trên cơ sở của bất kỳ tiêu chí cụ thể, mặc dù ở Anh và xứ Wales nó theo truyền thống đã được ban cho những thị trấn với nhà thờ giáo phận. Việc một thành phố có một nhà thờ chính tòa và do đó được gọi là một City được thành lập trong đầu thập niên 1540 khi vua Henry VIII cho tạo các giáo phận (có một nhà thờ chính tòa) trong sáu thị trấn Anh Quốc và cấp cho họ danh xưng City với văn bằng hoàng gia.